# Oncoba spinosa
Espèce
Oncoba spinosa est une espèce de plantes à fleurs de la famille des Salicaceae et du genre Oncoba. C'est un arbuste épineux trouvé en Afrique et en Arabie.

## Distribution
Peu commun et disséminé, on le trouve en Afrique tropicale, du Sénégal au Cameroun, également en Arabie.

## Utilisation

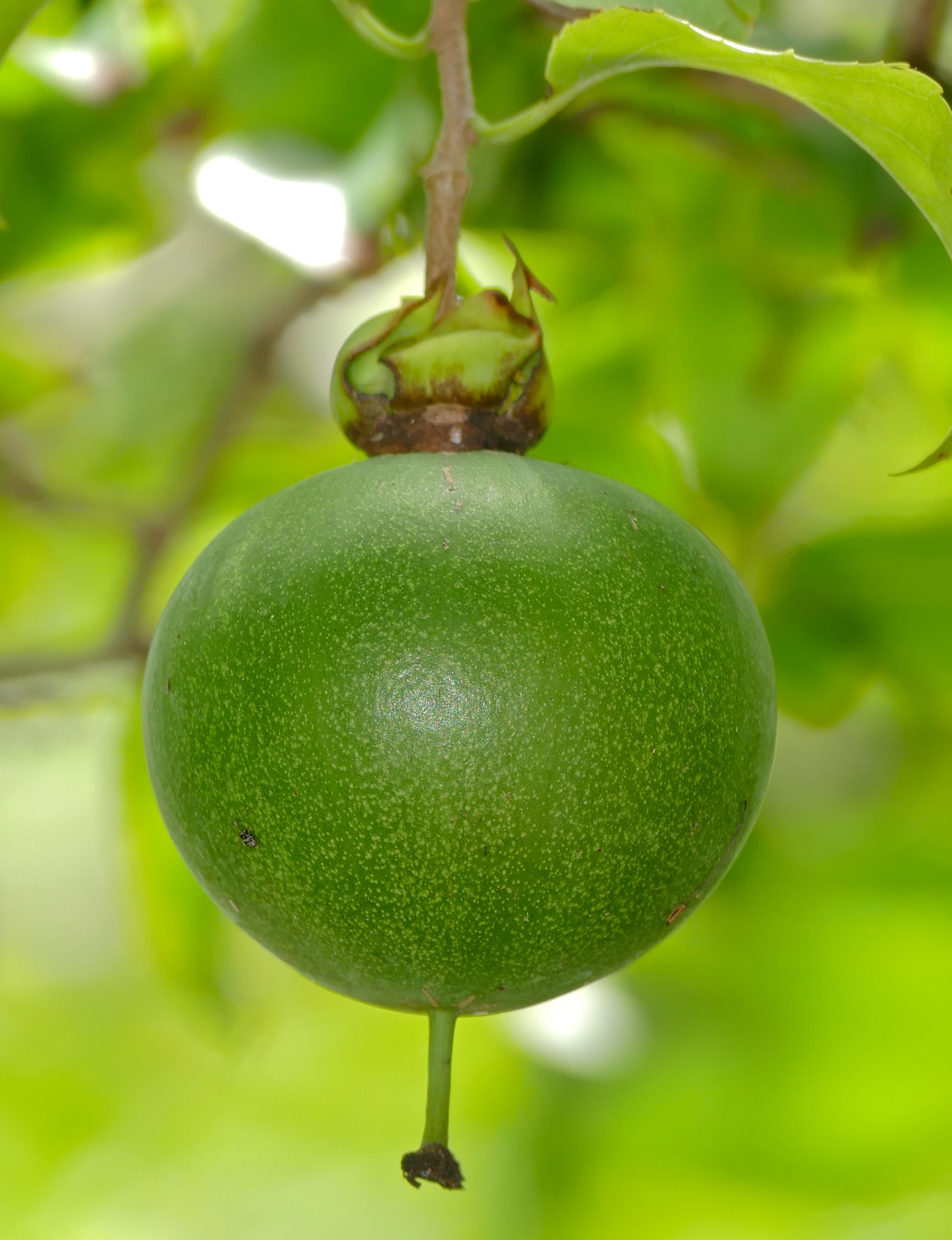
Coque du fruit.

L'espèce connaît de nombreuses utilisations en médecine traditionnelle. La pulpe du fruit est comestible. Sa coque est utilisée comme tabatière (on l'appelle aussi snuff box tree), comme toupie à filer le coton, comme instrument de musique (lingo, kashaka) ou comme jouet (hochet).

## Liste des sous-espèces
Selon Catalogue of Life (15 juin 2019) :
- sous-espèce Oncoba spinosa subsp. sidamensis
- sous-espèce Oncoba spinosa subsp. spinosa